# Lin Yun-ju
Pour les articles homonymes, voir Lin.
Dans ce nom chinois, le nom de famille, Lin, précède le nom personnel Yun-ju.
Lin Yun-ju (en chinois traditionnel : 林昀儒 ; pinyin : Lín Yúnrú), né le 17 août 2001, est un pongiste taïwanais. Il est gaucher et a atteint la 5e place mondiale en août 2021,.
Il remporte la médaille de bronze en double mixte, associé à sa compatriote Cheng I-ching, lors des Jeux olympiques de Tokyo.
Il est numéro 8 mondial en mars 2024.
Il étudie actuellement à l'Université catholique Fu Jen.

## Palmarès

### Jeux olympiques
- Médaille de bronze du double mixte aux Jeux olympiques d'été de 2020[4].

### Jeux olympiques de la jeunesse

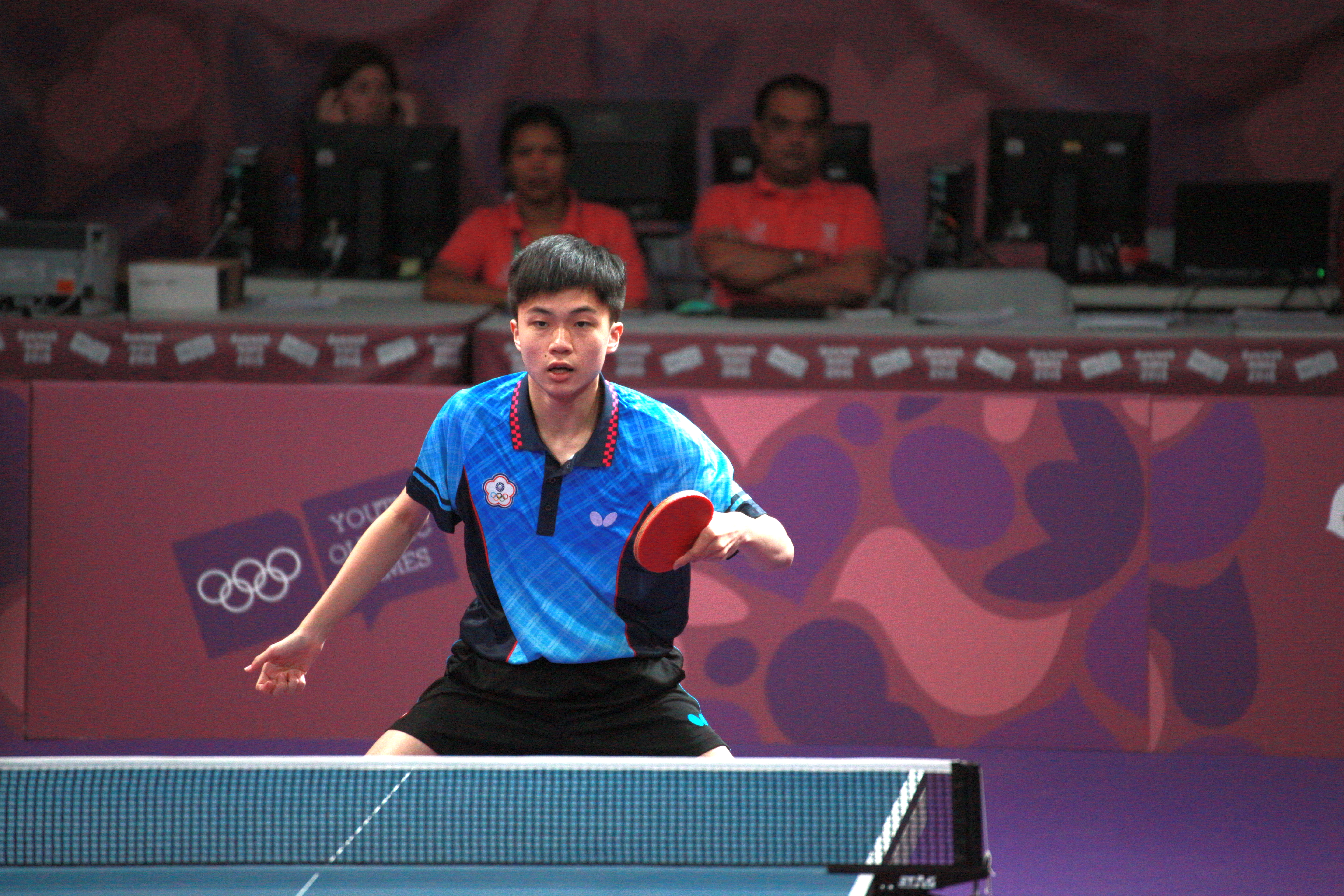
Lin Yun-ju lors des Jeux olympiques de la jeunesse en 2018.

- Médaille de bronze du double mixte aux Jeux olympiques de la jeunesse de 2018.

### Championnats du monde
- Médaille de bronze en double mixte en 2021.
- Médaille de bronze par équipes en 2024.

### Coupe du monde
- Médaille de bronze en simple en 2019.
- Médaille de bronze par équipes en 2019.

### Jeux asiatiques
- Médaille de bronze par équipe aux Jeux asiatiques de 2018.

### Open de Suède
- Médaille d'or en double messieurs lors de l'Open de Suède de tennis de table en 2018

### Open de République tchèque
- Médaille d'or en simple messieurs lors de l'Open de République tchèque de tennis de table en 2019

### Tournois WTT
- Vainqueur en simple du WTT Contender Zagreb en 2022 (victoire 4-0 en finale contre Xiang Peng)
- Vainqueur en simple du WTT Contender Almaty en 2023 (victoire 4-1 en finale contre Xiang Peng)
- Vainqueur en simple WTT Champions Francfort en 2023 (victoire 4-1 en finale contre Ma Long)